# Thouzon

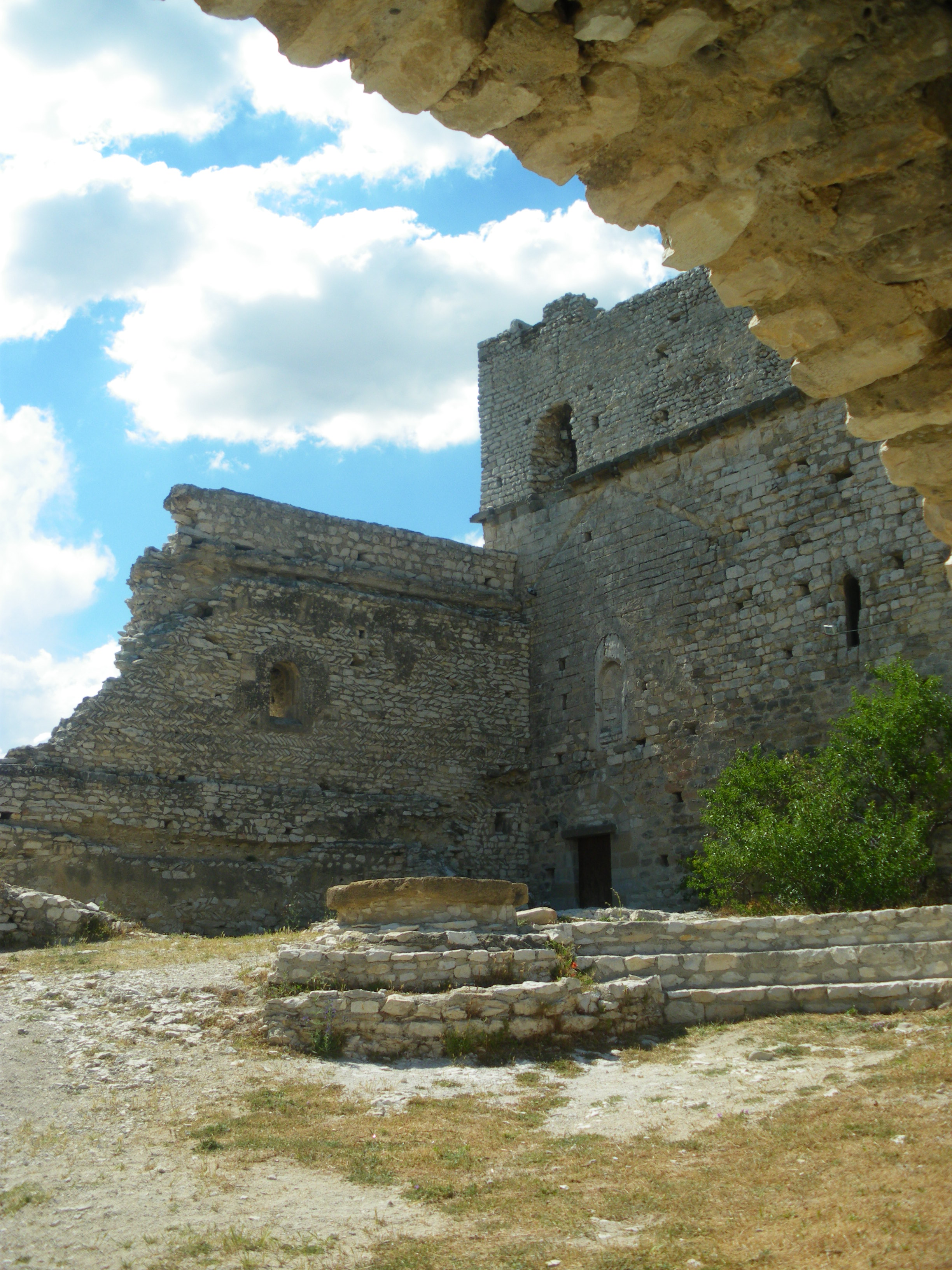
Ruines du prieuré de Thouzon

Ancienne commune du département français de Vaucluse en région Provence-Alpes-Côte d'Azur, la commune de Thouzon a été annexée en 1815 par la commune de Le Thor.

## Géographie
Le village est situé entre la route départementale D16, qui relie Althen-des-Paluds (au nord) à Cavaillon (au sud).

### Relief

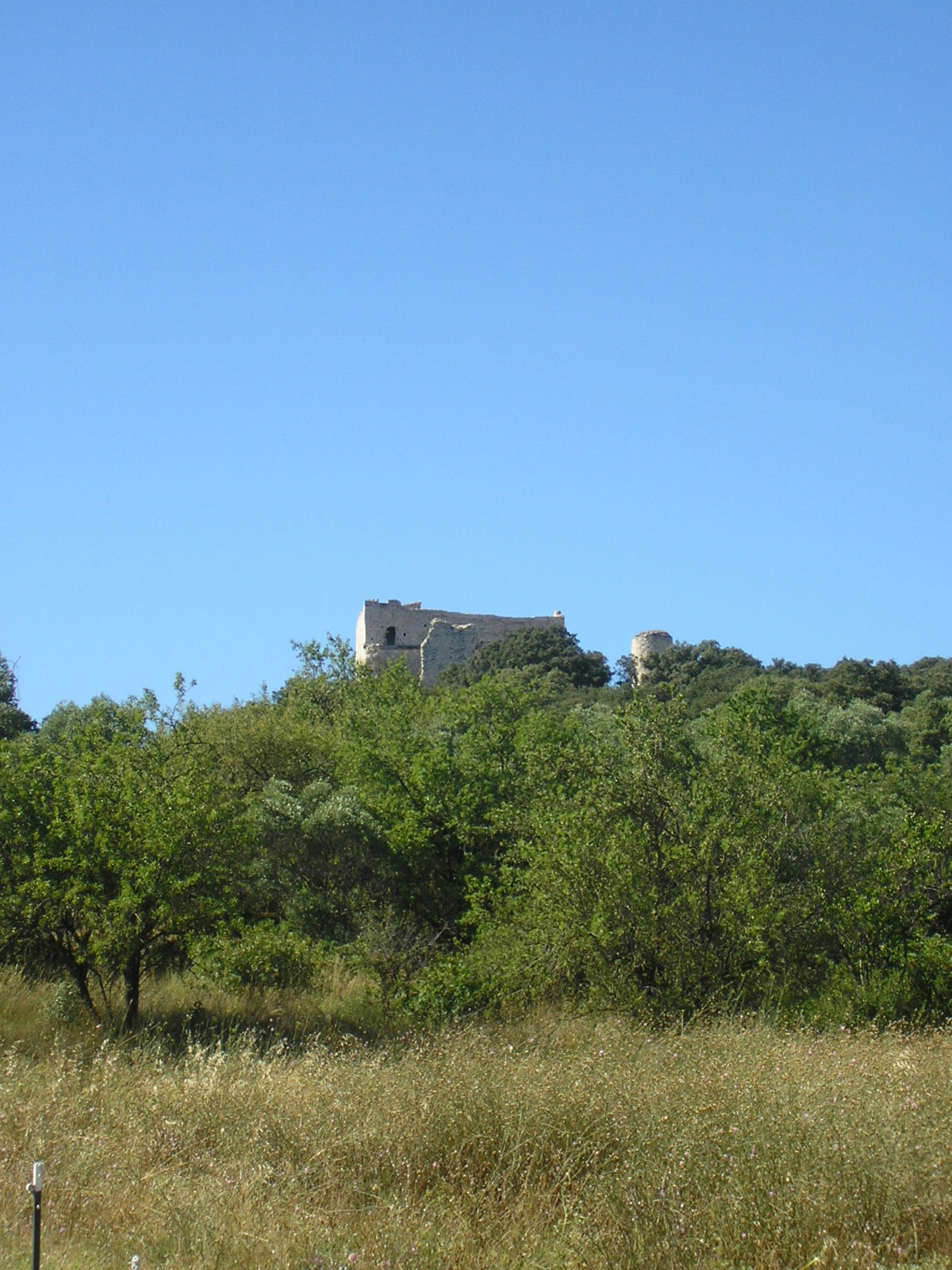
La colline de Thouzon

La colline de Thouzon, sur laquelle s'élève le Château de Thouzon, ruines d'un monastère fortifié, a été occupée dès le Néolithique. C'est l'une des rares éminences de la plaine du Comtat Venaissin. De nombreux sentiers la parcourent, ce qui en fait un lieu de promenade agréable et facile. Le sommet culmine à 110 mètres, 50 m au-dessus de la plaine. Aux pieds de la colline s'étend la plaine, limitée au nord par les Dentelles de Montmirail et le mont Ventoux, à l'est par le plateau de Vaucluse, tandis qu'au sud se détachent les massifs du Luberon et des Alpilles. La colline de Thouzon a été classée en 1988, Zone naturelle d'intérêt écologique, faunistique et floristique.

### Géologie

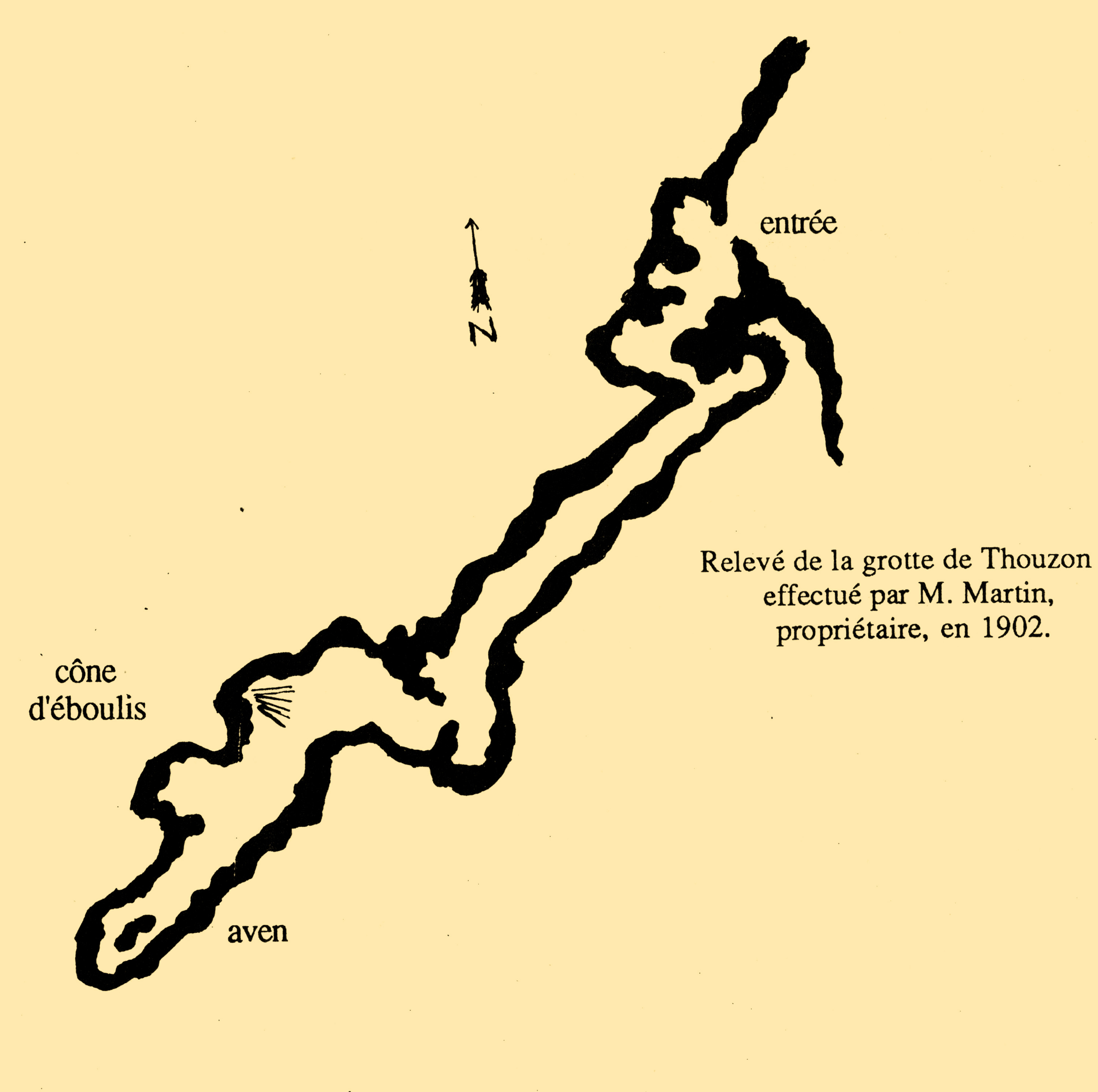
Premier relevé de la grotte de Thouzon, fait en 1902

D'origine urgonnienne, la grotte de Thouzon, appelée aussi la Grotte aux Fées, s'ouvre aux pieds de la colline de Thouzon. Elle a été découverte le 23 janvier 1902, par des ouvriers de la carrière de pierres. C'est la seule caverne naturelle aménagée pour le tourisme dans le département de Vaucluse. La cavité, de dimensions raisonnables (230 mètres de longueur), possède un concrétionnement très intense : stalactites, stalagmites, draperies, gours, perles de cavernes. Elle possède un intérêt géologique certain : cheminées d'équilibre, cône d'éboulis, diaclase colmatée, puits, méandres, rognon de silex.

### Sismicité
Les cantons de Bonnieux, Apt, Cadenet, Cavaillon, et Pertuis sont classés en zone Ib (risque faible). Tous les autres cantons du département de Vaucluse, dont celui de l'Isle-sur-la-Sorgue auquel appartient la commune, sont classés en zone Ia (risque très faible). Ce zonage correspond à une sismicité ne se traduisant qu'exceptionnellement par la destruction de bâtiments.

### Climat
La commune est située dans la zone d’influence du climat méditerranéen. Les étés sont chauds et secs, liés à la remontée en altitude des anticyclones subtropicaux, entrecoupés d’épisodes orageux parfois violents. Les hivers sont doux. Les précipitations sont peu fréquentes et la neige rare.

## Histoire[3],[4]
Un dessin du XVIIe siècle laisse apparaître l'existence de maisons en ruines au sud du château de Thouzon (Arch. municipales d'Avignon) et certains auteurs ont mentionné un village qui aurait existé sur la colline. Un comparatif des impôts versés par les communautés du Thor, de Thouzon et de quelques fiefs voisins a même permis d'évaluer le nombre approximatif d'habitants vivant dans le territoire de Thouzon au XIIe siècle : entre 40 et 80 « feux » (foyers).
Il est certain que Thouzon a toujours été une communauté distincte de celle du Thor.
Le 14 septembre 1791, après la réunion du Comtat Venaissin, qui appartenait au pape depuis 1274, à la France, Thouzon et Le Thor furent chacun érigés en communes distinctes. Les deux comtés d'Avignon et Venaissin furent d'abord réunis au département des Bouches-du-Rhône ; ce fut le décret du 25 juin 1793 qui les constitua ensuite en département de Vaucluse.
L'élection du premier maire de la commune de Thouzon eut lieu dans l'église du château de Thouzon : Esprit Martin fut élu.
Le village abritait le château de Thouzon. Il s'agissait, en fait, d'un monastère, possession des bénédictins de l'abbaye de Saint André, de Villeneuve-lès-Avignon, dès 1014.
Ils sont confirmés dans les lieux par le Comte de Toulouse, Marquis de Provence en 1088, ainsi que par le pape Urbain II, en 1096. Les soldats du Vicomte de Turenne occupent temporairement les lieux en 1396. Les terres et les bâtiments sont vendus en 1696.
Un décret du 12 octobre 1813 a supprimé la commune de Thouzon en la réunissant à celle du Thor. Cette décision a été ratifiée par Louis XVIII en 1815. Cette décision a été violemment contestée par les habitants de Thouzon qui ont écrit un « Mémorial de la Réclamation de Thouzon » et qui ont fait toute sorte de démarches pour l'annuler, en vain.
Les terres de Thouzon étaient devenues par la culture de la garance une véritable mine d'or très convoitée. 
Thouzon devint hameau, plus connu alors sous son autre nom : le « tas de granges ». Le hameau de Thouzon eut son école, ses commerces (café, épicerie, coiffeur, boulangerie) et sa fête votive, le 3 mai de chaque année, avec bal et baraques foraines. Aujourd'hui cette fête perdure mais a lieu le 1er mai.

### Période moderne
Le 12 août 1793 fut créé le département de Vaucluse, constitué des districts d'Avignon et de Carpentras, mais aussi de ceux d'Apt et d'Orange, qui appartenaient aux Bouches-du-Rhône, ainsi que du canton de Sault, qui appartenait aux Basses-Alpes.
Le village est célèbre pour sa grotte, découverte le 23 janvier 1902, par des ouvriers participant à l'extraction du calcaire de la vieille butte témoin (crétacé). La cavité, ancien lit souterrain d'une rivière noyée, contient de nombreuses concrétions.

## Lieux et monuments
Le Château de Thouzon, ancien monastère fortifié du XIe siècle sur la Colline de Thouzon. Les vestiges des bâtiments et les anciennes chapelles Saint-Pierre et Sainte-Marie ont été inscrits monument historique par arrêté du 18 juin 1987.
Les grottes de Thouzon (à 1,5 km au nord du Thor), grottes souterraines naturelles remontant à la période géologique du crétacé.

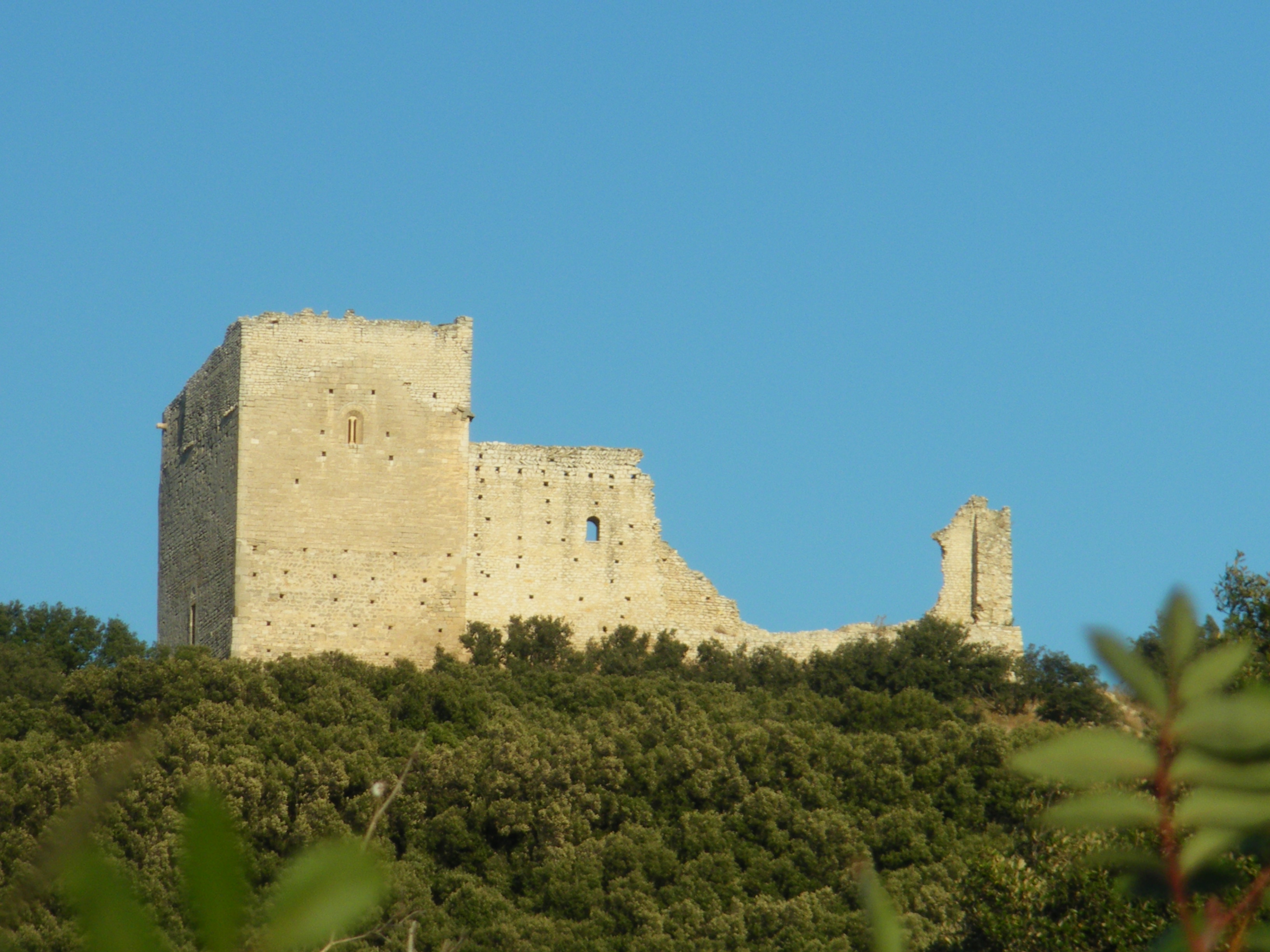
Colline de Thouzon
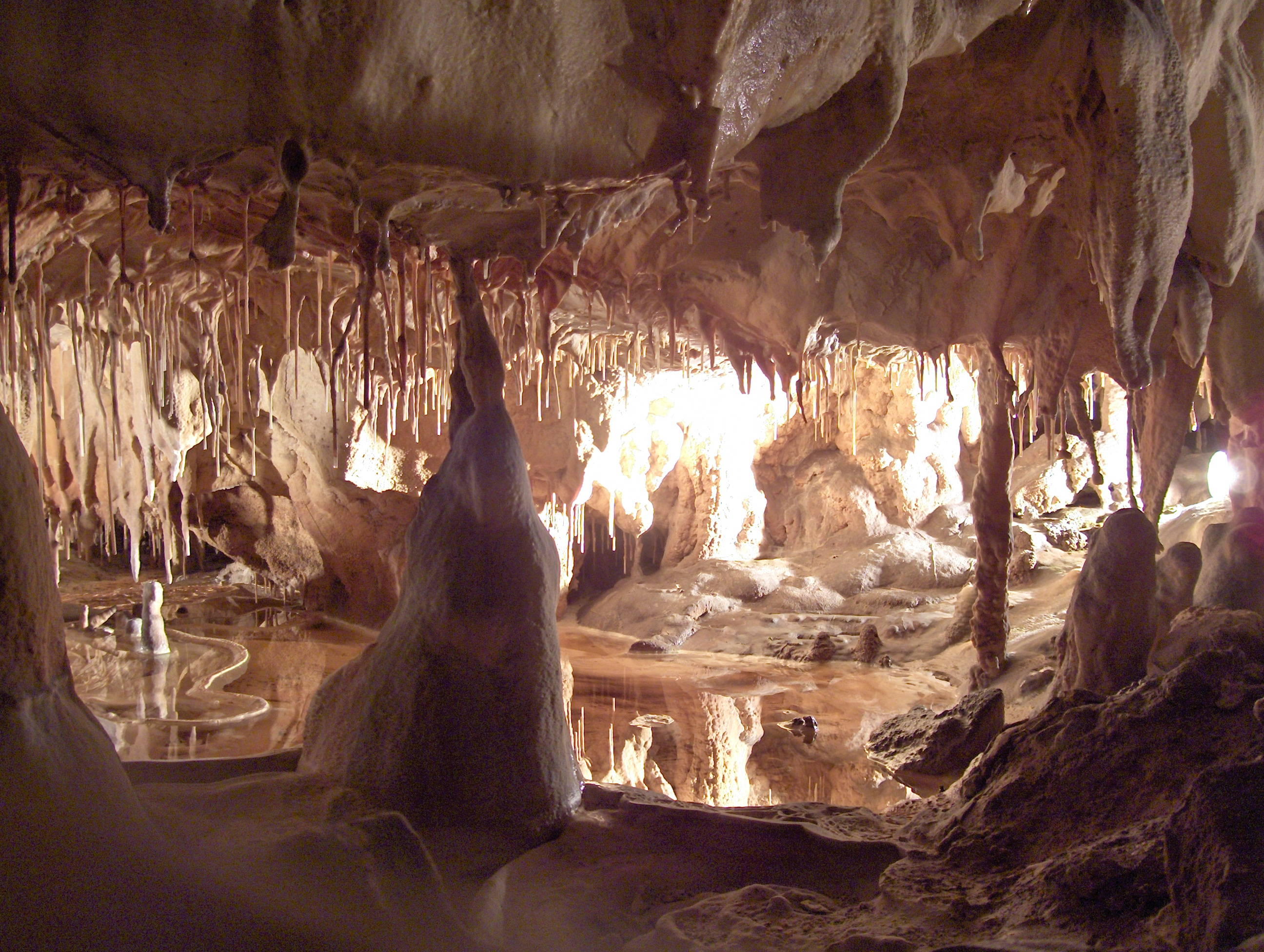
Intérieur des grottes de Thouzon